# Rozsály

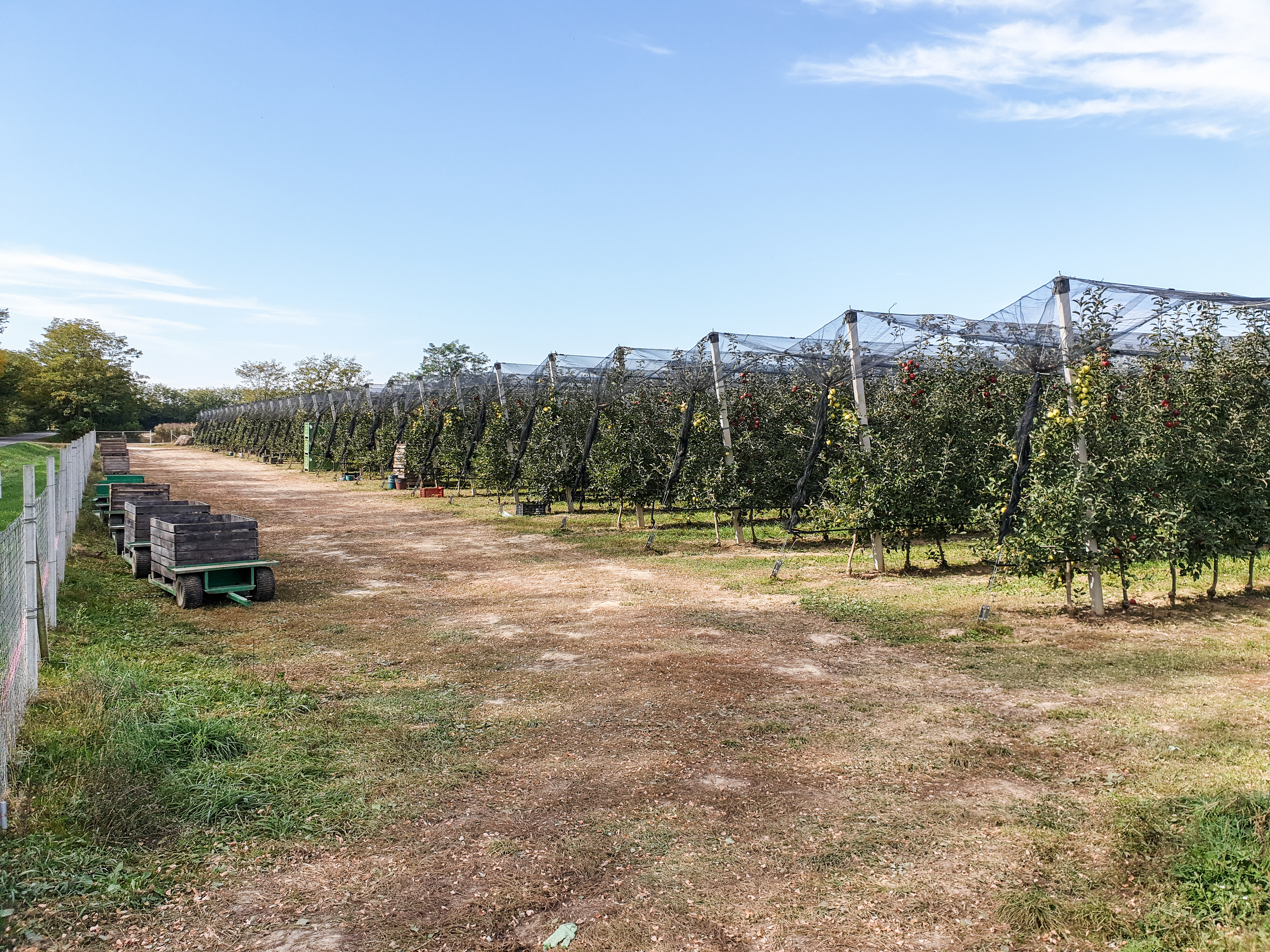
Korszerű almaültetvény Rozsály határában

Rozsály község Szabolcs-Szatmár-Bereg vármegyében, a Fehérgyarmati járásban.

## Fekvése
Szabolcs-Szatmár-Bereg vármegye keleti részén, a Szatmári-síkságon, a Szamos és Túr folyók között fekszik, a magyar-román határ közvetlen közelében.
A szomszédos települések: észak felől Tisztaberek, északkelet felől Kishódos és Nagyhódos, kelet felől Méhtelek, dél felől Zajta, nyugat felől pedig Gacsály. Közigazgatási határa a belterülettől délnyugatra, egy rövid, kevesebb, mint egy kilométeres szakaszon egybeesik az országhatárral, így ott Atya (Atea) községgel is határos.
A környék jelentősebb, távolabb fekvő települései közül Csengersima 19, Csenger 25, Mátészalka pedig 55 kilométer távolságra található.

### Megközelítése
A község központján keresztülhalad a 4143-as út, ez köti össze Gacsállyal és Nagyhódossal is. A tőle északra fekvő településekkel és a 491-es főúttal a 4132-es út, Csegölddel a 4146-os út, Zajtával pedig a 41 135-ös számú mellékút biztosít összeköttetést.
A hazai vasútvonalak közül a települést a Nyíregyháza–Mátészalka–Zajta-vasútvonal érinti, amelynek egy megállási pontja van itt. Rozsály megállóhely a központtól jó 2 kilométerre délnyugatra, külterületen helyezkedik el, a 4146-os út mellett.

## Története
Rozsály már az ősidők óta lakott helynek számít.  A bronzkorban itt öntőműhely volt, melynek maradványai, s  bronzfegyverek is előkerültek itt a földből. 1332-es adatok szerint itt már község volt, és a pápai tizedszedők jegyzékében Rosal írásmóddal szerepel.
A 15. században két Rozsály volt, nevüket Kisrosal és Naghrosal alakban írták. Nagyrozsály a Gutkeled nemzetség-ből származó Rosályi Kún családbeliek ősi birtoka, már 1291-ben is az övék volt. Kisrozsály a 15. században az Atyai és Gacsályi családoké, de később ez is a Rosályi Kún családé lett.
Az uradalom központját, Rozsályt a 16. század végén már a rokon Kusalyi Jakcsokkal együtt bírták.1445-ben a hatalmas rozsályi uradalom már 50 településből állt, a tőle több mint 50 km-re levő Csaholy (Nyírcsaholy), Zalka (Mátészalka), Jármi, Jánosi (Kántorjánosi) és Hodász is hozzá tartozott. 1562-ben, mikor a török Szatmárt ostromolta, a környék urai Rozsályra menekültek. A török sereg a rozsályi várkastélyt is megostromolta, de az Egerből jött védősereg megmentette a felprédálástól. 1564-ben János Zsigmond Ecsed (Nagyecsed) ostromára menvén útba ejtette és elfoglalta.
A rozsályi uradalom mindaddig a Kúnoké maradt, míg Kún István főispánban – aki feleségétől Széchy Máriától elvált – ki nem halt.  Ekkor leányágon a Maróthy családé lett, s mint vér szerinti rokonok még a Barkóczy, a Sennyei, a Ghillányi, a Vécsey és a gróf Majláth családok örököltek részeket. A 18. században és a 19. században a Lónyay család, a Surányi család, a Becsky család, az Ujhelyi, a Pogány és Rhédey családok is birtokosai lettek. 1878-ig a Maróthyak voltak a fő birtokosai, ekkor az Isaák család (Isaák Dezső) vette meg, s a régi Kún-kastélyt, melyet 1669-ben Karl von Strassaldo leromboltatott, felújíttatta, azonban a kastély később egy tűzvész alkalmával leégett. A 20. század elején birtokosa Isaák Elemér volt.
Amikor Rozsályon 1992-ben felbomlott a Rákóczi Mgtsz, a privatizálás mellett nyolcvanöt hektár föld önkormányzati tulajdonban maradt, melyet a Rozsály Községért Jóléti Szolgálat Helyi Alapítvány kezelésébe került. Ennek révén a település az alapvető élelmiszerigényét maga termeli, a fűtéshez szükséges hőt is maga állítja elő venyige-bálázó alkalmazásával.

## Közélete

### Polgármesterei
- 1990–1994: Ignácz Zoltán (független)[4][5]
- 1994–1998: Ignácz Zoltán (független)[6][7]
- 1998–2002: Ignácz Zoltán (független)[8][9]
- 2002–2006: Ignácz Zoltán (független)[10][11]
- 2006–2010: Sztolyka Zoltán (független)[12]
- 2010–2014: Sztolyka Zoltán (Fidesz-KDNP)[13]
- 2014–2019: Sztolyka Zoltán (Fidesz-KDNP)[14]
- 2019–2024: Sztolyka Zoltán (Fidesz-KDNP)[15]
- 2024– : Sztolyka Zoltán (Fidesz-KDNP)[1]

## Népesség
A település népességének változása:
| Lakosok száma | 814  | 809  | 809  | 706  | 641  | 603  | 594  |
|               | 2013 | 2014 | 2015 | 2021 | 2022 | 2023 | 2024 |

2001-ben a település lakosságának 97,5%-a magyar, 2,5%-a cigány nemzetiségűnek vallotta magát.
A 2011-es népszámlálás során a lakosok 90,2%-a magyarnak, 16,2% cigánynak, 1,1% románnak, 0,9% ukránnak mondta magát (9,7% nem nyilatkozott; a kettős identitások miatt a végösszeg nagyobb lehet 100%-nál). A vallási megoszlás a következő volt: római katolikus 10,8%, református 47,6%, görögkatolikus 19,5%, felekezeten kívüli 8,8% (10,5% nem válaszolt).
2022-ben a lakosság 91,3%-a vallotta magát magyarnak, 22% cigánynak, 0,8% románnak, 0,5% ruszinnak, 0,2% németnek, 0,2% ukránnak, 0,8% egyéb, nem hazai nemzetiségűnek (8,6% nem nyilatkozott; a kettős identitások miatt a végösszeg nagyobb lehet 100%-nál). Vallásuk szerint 5% volt római katolikus, 46,2% református, 23,4% görög katolikus, 1,2% egyéb keresztény, 0,3% ortodox, 0,2% evangélikus, 9,4% felekezeten kívüli (14,2% nem válaszolt).

## Nevezetességei

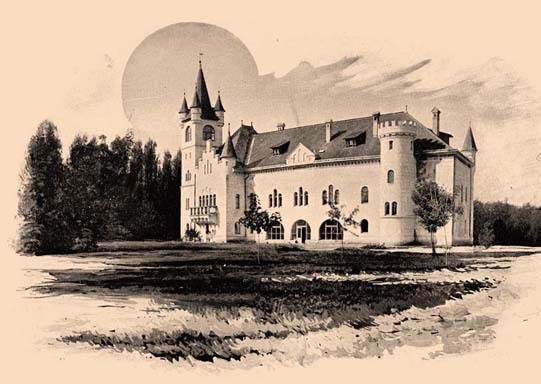
A rozsályi kastély

- Műemlék református temploma – a régi, ismeretlen építésű idejű templom két, 17 méter hosszú falát érintetlenül hagyva –  1895-ben, a torony 1925-ben épült. A berendezést 1895-1896-ban készítették; a belső térben sík, vakolt mennyezet, a torony felől egy fakarzat, a nyugati félkörívben falazott kőszószék van. A szószék koronája és a karzat alatt elhelyezett támlás lóca feltehetően a 18. század végén készült.[20]
- Görögkatolikus temploma, melyben szép ikonok láthatók.
- Maróthy János 1848-as huszárkapitány síremléke
- A falu szülötte dr. Béres András néprajzkutató, levéltáros.
- Rozsályi kastély